# Шут Андрій
Андрій Шут (1790 — †1873) — кобзар.

## Біографія
Шут Андрій народився у 1790 році в містечку Олександрівці Сосницького повіту на Чернігівщині. Сімнадцятирічним перехворів віспою і втратив зір. Щоб не вмерти з голоду, взявся за традиційне ремесло сліпців — сукання мотузок та виготовлення мотузчатої зброї. І хоч ця робота забезпечувала сякий-такий прожиток, юнак без вагання залишає її, стає учнем панотця Павла Козла, навчається кобзарської справи.
Репертуар кобзаря записував письменник П. Куліш, фольклористи Г. Базилевич та Амвросій Метлинський .
Мав багато учнів, серед них Андрій Бешко, Павло Братиця та ін.

## Репертуар дум
- «Про Хмельницького і Барабаша»
- «Гноблення України польською шляхтою і повстання проти неї»,
- «Богдан Хмельницький і Василь Молдавський»,
- «Смерть Богдана Хмельницького й вибори нового гетьмана»,
- «Білоцерківський мир і нове повстання»,
- «Дума про плач невільників»,
- «Іван Богун»,[1]
- «Веремій Волошин».
- «Ґанджа Андибер»
- «Коновченко»

## Учні
- Лука
- Андрій Бешко
- П. Братиця